# Condado de Salces de Ebro
El Condado de Salces de Ebro es un título nobiliario español creado el 1 de agosto de 1924 por el rey Alfonso XIII a favor de Dionisio Conde y Gómez del Olmo.
Su denominación hace referencia a la localidad de Salces, localidad perteneciente al municipio cántabro de Hermandad de Campoo de Suso.

## Condes de Salces de Ebro
|                           | Titular                         | Periodo                   |
| Creación por Alfonso XIII | Creación por Alfonso XIII       | Creación por Alfonso XIII |
| ------------------------- | ------------------------------- | ------------------------- |
| I                         | Dionisio Conde y Gómez del Olmo | 1924-1926                 |
| II                        | Eduardo Conde y Garriga         | 1927-1975                 |
| III                       | Ricardo Conde Rosales           | 1978-1994                 |
| IV                        | Eduardo Conde y Muntadas-Prim   | 1996-actual titular       |

## Historia de los Condes de Salces de Ebro
- Dionisio Conde y Gómez del Olmo (1869-1926), I conde de Salces de Ebro.

1. Casó con María Garriga Montaña. Le sucedió, en 1927, su hijo:

- Eduardo Conde y Garriga (1899-1975), II conde de Salces de Ebro.

1. Casó con María del Carmen Rosales y Fernández de Castro. Le sucedió su hijo:

- Ricardo Conde y Rosales (1930-1994), III conde de Salces de Ebro.

1. Casó con Blanca Muntadas-Prim y Audhui. Le sucedió su hijo:

- Eduardo Conde y Muntadas-Prim, IV conde de Salces de Ebro, desde 1996.

1. Casó con Beatriz Lucaya Forcada.